# ديفيد تشافيز
ديفيد تشافيز هو قاضي وسياسي أمريكي، ولد في 12 نوفمبر 1897 في ألباكركي في الولايات المتحدة، وتوفي في 3 نوفمبر 1984.